# 秀水河站
秀水河站位于中国青海省玉樹州治多縣索加乡與曲麻萊縣曲麻河口交匯，海拔4570米，于2006年7月1日启用。該站为青藏铁路的无人駐守车站，由青藏铁路集团公司營運。

## 使用情况
秀水河站是青藏铁路的无人站，有14列旅客列车经过此站，主要为拉萨到发的各类旅客列车。

## 始发车次
目前秀水河站未有任何始发车次。

## 历史
- 2006年7月1日：秀水河站建成启用。